# Olomoucký půlmaraton
Olomoucký půlmaraton je maratonský závod, který se běží v ulicích města Olomouc. Oficiální název zní Mattoni 1/2Maraton Olomouc a běh je pořádán týmem RunCzech. Jeho první ročník byl uspořádán 26. června 2010. Závodu se zúčastnilo okolo 1850 běžců. Už od prvního ročníku se závod konal podle pravidel IAAF, to znamená že se běželo na mezinárodně homologované trati a uskutečnily se dopingové kontroly. Start a cíl závodu byl na Horním náměstí v centru města.
První ročník v roce 2010 vyhrál Joseph Maregu, ale původně byl jako vítěz vyhlášen Stephen Kibet. Později se ale ukázalo, že si Kibet spolu s dalšími běžci neúmyslně zkrátil trať o 400 metrů. Tento největší půlmaraton na Moravě a druhý největší v České republice postupem času vzrůstá na oblibě, přičemž v roce 2016 se jej zúčastnilo kolem 10 000 běžců a v hlavním závodě celkem 6 200 běžců.[zdroj?]
Traťové rekordy drží:
- Muži – Stephen Kiprop (Keňa) – 1:00:15 (2018)
- Ženy – Mary Keitanyová (Keňa) – 1:06:38 (2015)

## Přehled vítězů
Následující tabulka ukazuje vítěze (muži a ženy) půlmaratonského běhu:
| Poř. | Rok  | Čas                                                           | Vítěz (muži)                                                  | Čas                                                           | Vítěz (ženy)                                                  |
| ---- | ---- | ------------------------------------------------------------- | ------------------------------------------------------------- | ------------------------------------------------------------- | ------------------------------------------------------------- |
| 1.   | 2010 | 1:03:19,6                                                     | Joseph Maregu (Keňa)                                          | 1:13:12                                                       | Asnakech Mengitsuová (Etiopie)                                |
| 2.   | 2011 | 1:00:44                                                       | Dawit Shami Abdulahi (Etiopie)                                | 1:10:41                                                       | Achamo Netsanet (Etiopie)                                     |
| 3.   | 2012 | 1:01:48                                                       | Nicholas Kipkemboi (Keňa)                                     | 1:11:33                                                       | Meleje Yebergual (Etiopie)                                    |
| 4.   | 2013 | 1:03:00                                                       | Henry Kiplagat (Keňa)                                         | 1:11:33                                                       | Betelehm Moges (Etiopie)                                      |
| 5.   | 2014 | 1:00:17                                                       | Geoffrey Ronoh (Keňa)                                         | 1:08:53                                                       | Edna Kiplagatová (Keňa)                                       |
| 6.   | 2015 | 1:00:21                                                       | Kiprop Josphat Kiptis (Keňa)                                  | 1:06:38                                                       | Mary Keitanyová (Keňa)                                        |
| 7.   | 2016 | 1:00:46                                                       | Stanley Biwott (Keňa)                                         | 1:08:52                                                       | Mary Keitanyová (Keňa)                                        |
| 8.   | 2017 | 1:01:50                                                       | Kiprop Josphat Kiptis (Keňa)                                  | 1:09:19                                                       | Worknesh Degefa (Keňa)                                        |
| 9.   | 2018 | 1:00:15                                                       | Stephen Kiprop (Keňa)                                         | 1:07:30                                                       | Netsanet Gudeta (Etiopie)                                     |
| 10.  | 2019 | 1:04:26                                                       | Yassine Rachik (Maroko)                                       | 1:13:32                                                       | Lilia Fisikovici (Moldavsko)                                  |
|      | 2020 | Tento ročník byl zrušen kvůli opatření proti nemoci covid-19. | Tento ročník byl zrušen kvůli opatření proti nemoci covid-19. | Tento ročník byl zrušen kvůli opatření proti nemoci covid-19. | Tento ročník byl zrušen kvůli opatření proti nemoci covid-19. |
| 11.  | 2021 | 1:09:39                                                       | Gerron Stewart (Česko)                                        | 1:20:24                                                       | Hana Homolková (Česko)                                        |
| 12.  | 2022 | 1:05:31                                                       | Vitalij Šafar (Ukrajina)                                      | 1:12:57                                                       | Valerija Zinenková (Ukrajina)                                 |

## Pořadí vítězných zemí
| Pořadí | Země      | Vítězů | Muži | Ženy |
| ------ | --------- | ------ | ---- | ---- |
| 1.     | Keňa      | 12     | 8    | 4    |
| 2.     | Etiopie   | 6      | 1    | 5    |
| 3.     | Česko     | 2      | 1    | 1    |
| 3.     | Ukrajina  | 2      | 1    | 1    |
| 5.     | Maroko    | 1      | 1    | 0    |
| 5.     | Moldavsko | 1      | 0    | 1    |